# Белешке с малог острва
Белешке с малог острва (енгл. Notes from a Small Island) је књига путописног карактера чији је аутор амерички писац Бил Брајсон. Настала је као хроника пишчевог путовања по Уједињеном Краљевству од Довера, преко Енглеске и Велса, све до крајњег севера Шкотске. Приликом овог пута Брајсон се обавезао да ће користити само јавни превоз. Књига је у Британији проглашена за најбољи и најреалнији водич кроз Уједињено Краљевство, јер писац на хумористичан и субјективан начин приказује историју, обичаје, догађаје, знаменитости и специфичности сваког места кроз које пролази.